# Rio Cunene
O rio Cunene (em inglês: Kunene) é um rio da África Austral, que atravessa as terras de Angola e da Namíbia, servido como traçado natural da parte ocidental da fronteira Angola-Namíbia.
O rio Cunene nasce no nascedouro das Boas Águas, no município de Chicala-Choloanga, na província do Huambo, no Planalto Central de Angola, correndo para sul até atingir as quedas do Ruacaná, a partir de onde inflecte para oeste até à sua foz no Oceano Atlântico, na fronteira Angola-Namíbia.

## Características gerais
O curso do Cunene é de cerca de 1200 km, dos quais 960 km exclusivamente em Angola. A bacia hidrográfica do rio Cunene tem área de 106560 km², estando a maior parte em território angolano.
O Cunene é um dos poucos rios permanentes nesta região árida. O seu caudal anual médio é de 174 m³/s na foz. As Quedas do Monte Negro (Epupa) situam-se neste rio.
O rio Cunene atravessa as terras tradicionais dos povos ovimbundos, nhaneca-humbes, ovambos e hereros.

## Aproveitamento hídrico
O rio Cunene tem forte potencial de aproveitamento hídrico, tanto que comporta várias obras de engenharia do tipo, como a Central Hidroelétrica do Gove (produção elétrica), a Barragem do Calueque (irrigação) e a Central Hidroelétrica do Ruacaná (produção elétrica).

## Galeria

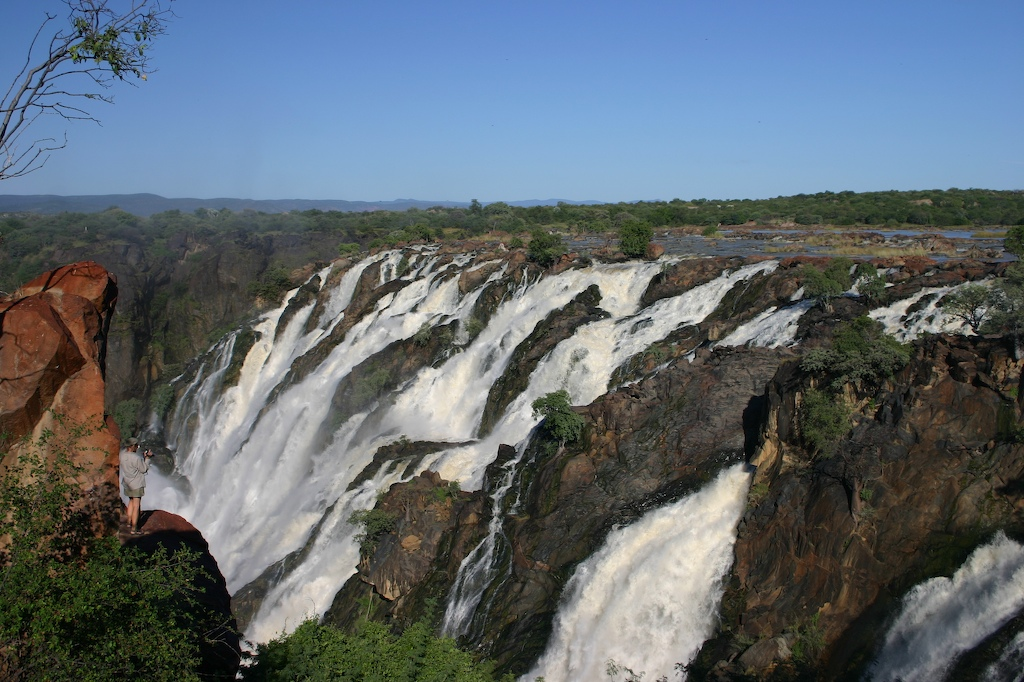
Quedas do Ruacaná
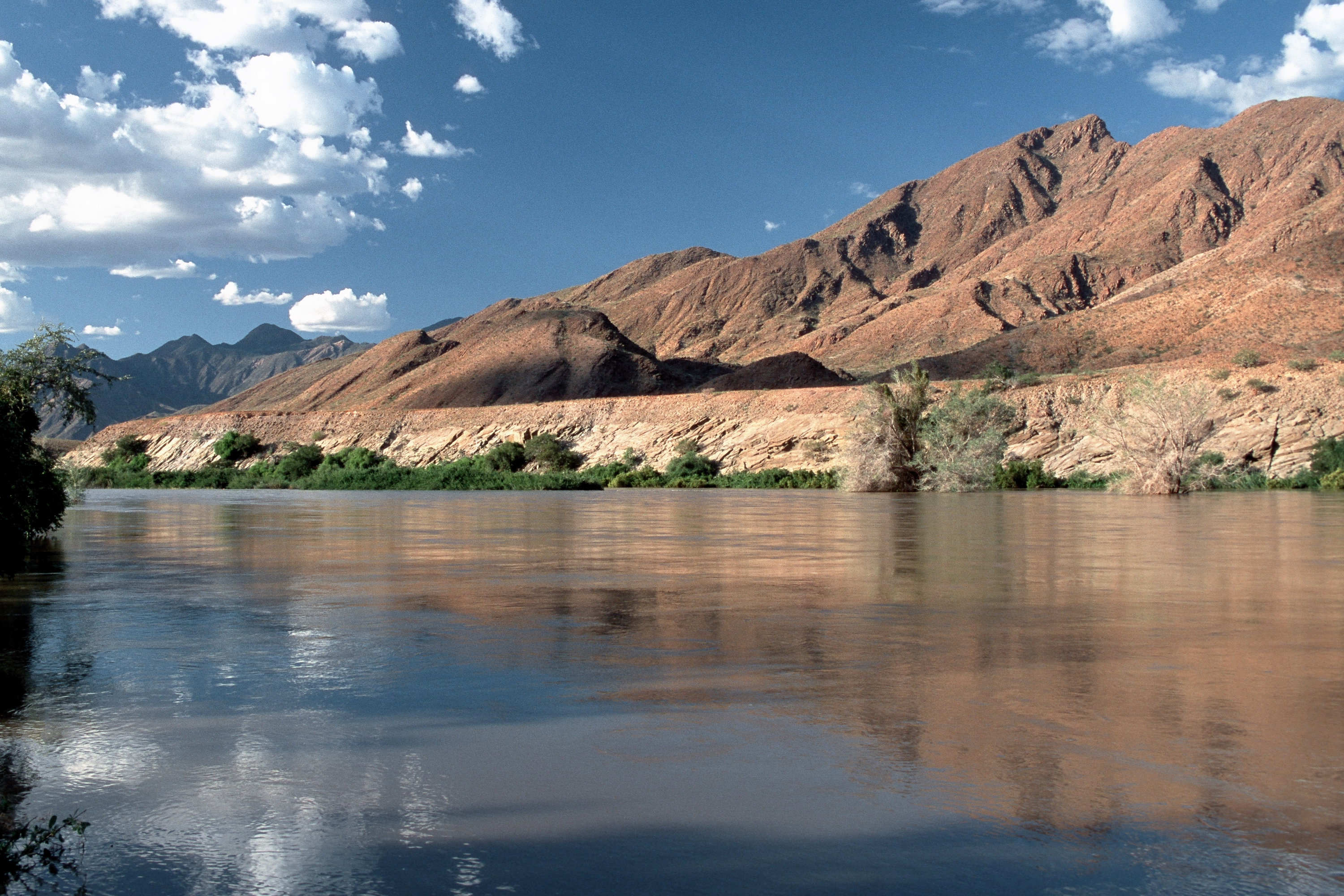
Cunene próximo do Monte Negro
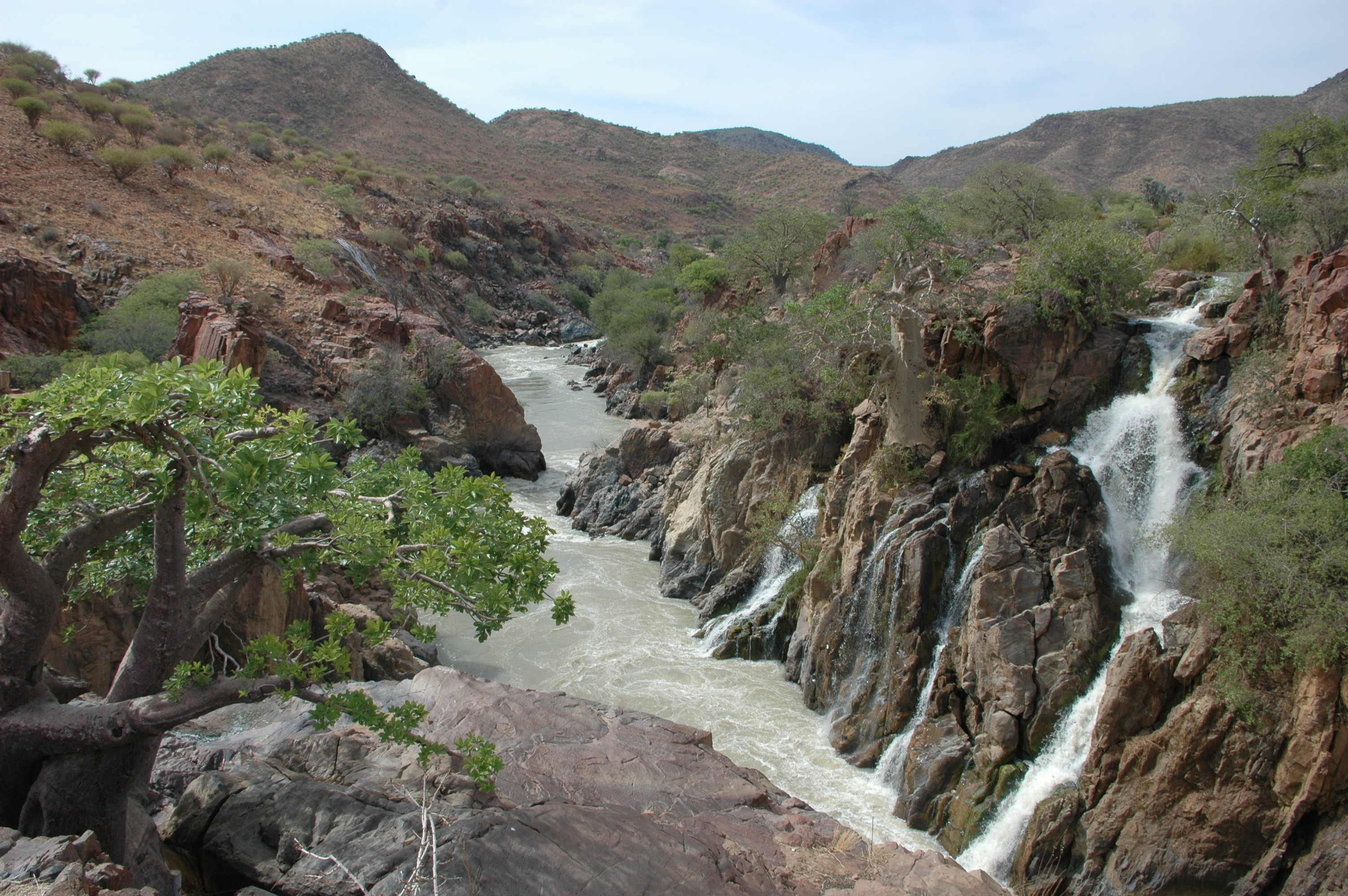
Quedas do Monte Negro